# Beta (motocicleta)
Beta és la marca de les motocicletes que fabrica l'empresa italiana amb seu a Rignano sull'Arno (Florència) Betamotor S.p.A. Fundada el 1904 com a fabricant de bicicletes, l'empresa començà a produir motocicletes el 1948. Des de fa dècades, Beta s'ha especialitzat en el sector del fora d'asfalt i, més concretament, en el del trial. L'any 2004, l'empresa començà a comercialitzar també motos d'enduro amb motors KTM, substituïts per uns de propis a partir del 2010.

## Història

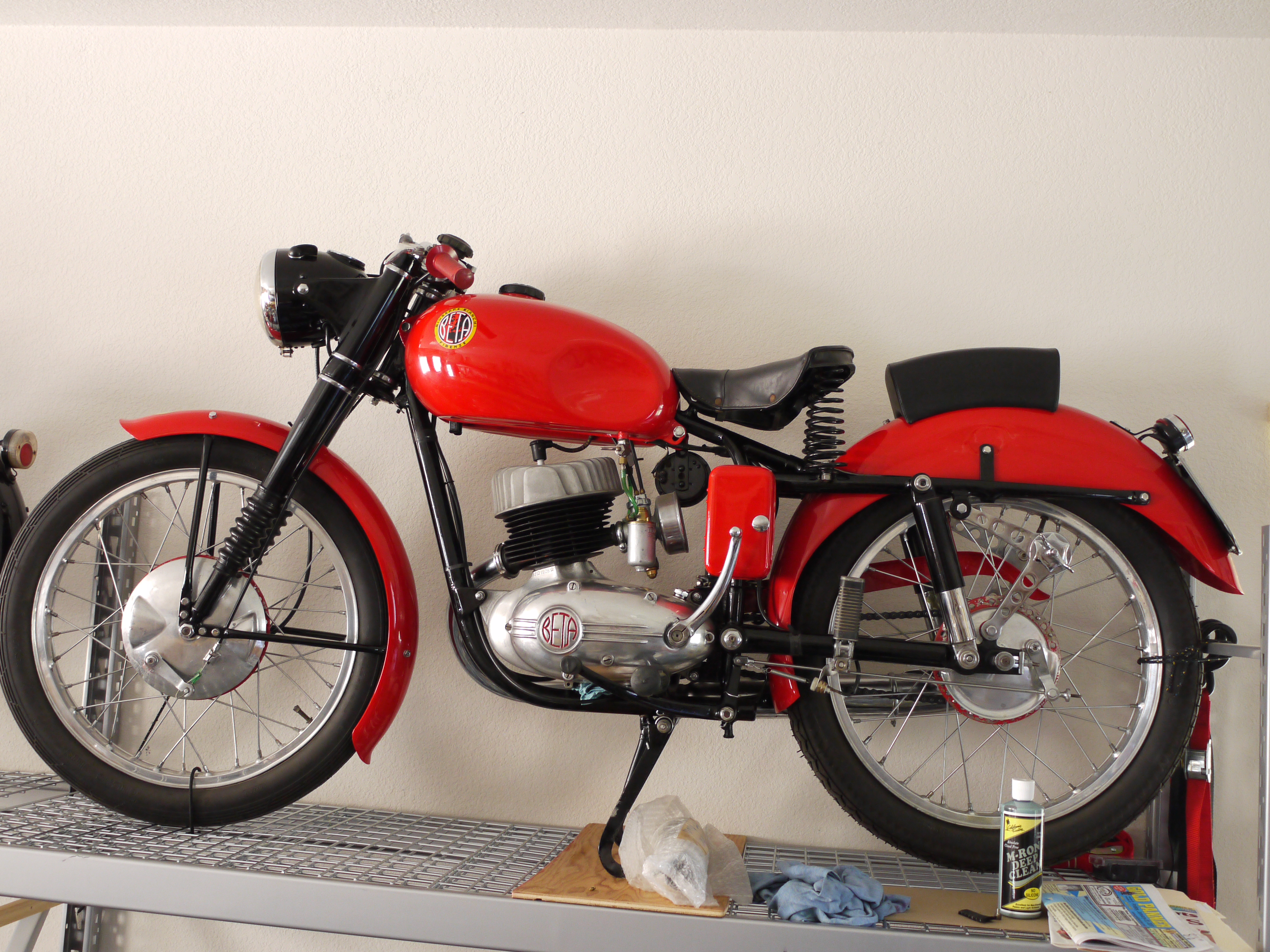
Una Beta Vulcano 160 Sport de 1955

El 1904, el mecànic Giuseppe Bianchi va obrir un petit taller a Florència per a la reparació i venda de velocípedes, el qual més tard es va convertir en la Società Giuseppe Bianchi, empresa que es va dedicar a la producció de bicicletes fins a la segona postguerra. A la segona meitat de la dècada del 1940, l'empresa va adquirir una connotació industrial i el 1951 va adoptar la marca Beta, un acrònim format per les inicials dels socis, Bianchi, Enzo i Tosi, Arrigo.
Mentrestant, la primera experiència en el sector de la motocicleta de l'empresa Giuseppe Bianchi va ser el velomotor de 1948, el qual era més aviat una simple bicicleta amb un motor auxiliar muntat al marc que movia la roda mitjançant una corretja de goma. El 1950, l'empresa va decidir produir una motocicleta lleugera amb la marca Ital, impulsada per un motor monocilíndric de dos temps de 125 cc JAP. L'any següent, després d'adoptar la marca Beta, el motor va ser substituït (a causa de la seva poca fiabilitat) per l'ILO alemany.
El 1952, la companyia va començar a construir els seus propis motors: el primer model equipat amb un motor desenvolupat internament a Beta va ser la Vulcano 160, seguida per la MT 175 (destinada a curses de llarga durada, com ara la Milano-Taranto), la Titano 175 (amb motor de quatre temps) i la Urano 125 de dos temps. Poc després, Beta llançà diversos ciclomotors. Un cop recuperada de les inundacions que van afectar Florència el 1966, en què la fàbrica va ser danyada i l'arxiu destruït, Beta concentrà la seva producció en el sector del ciclomotor.
D'ençà del 1970, l'empresa adoptà cada vegada més el camí de l'especialització en el fora d'asfalt. El 1972, la producció es va traslladar de Florència a Rignano sull'Arno; en aquesta nova seu, l'empresa disposa de la seva pròpia pista de proves fora d'asfalt per a provar les motocicletes. Durant aquells anys, Beta presentà diversos models de motocròs i enduro i reforçà la presència de la marca a les competicions internacionals, les quals han estat sempre utilitzades per Beta com a mitjà de promoció predominant. A mitjan dècada del 1970, Beta esdevingué la primera marca italiana a competir amb cert èxit al mundial de motocròs de 500cc, a més dels de 125 i 250cc.

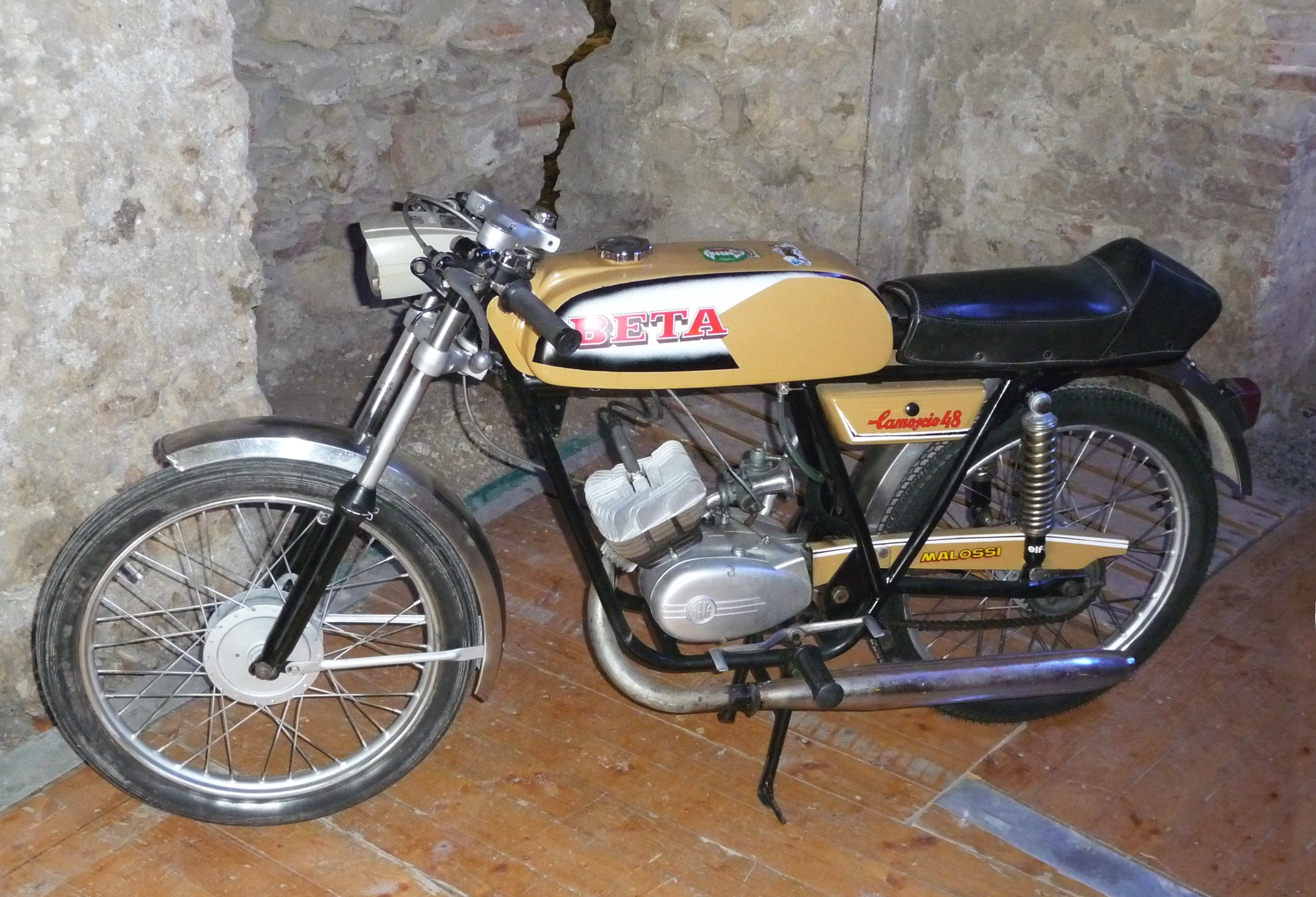
Una Beta Camoscio de 1973

A començaments de la dècada del 1980, fruit de la col·laboració de la marca italiana amb el català Antonio Trueba, amo d'un taller a Abrera, i el pilot Pere Ollé, aparegué el primer model de trial de la marca, la Beta TR32 de 240 cc. En aquella època es llançaren també models d'enduro, supermoto, moto-alpinisme i escúters com ara l'Ark.
El 1987, Jordi Tarrés aconseguí amb la Beta TR34 el primer mundial de trial per a la marca italiana. D'ençà d'aleshores, Beta n'ha guanyat un total de 17 (set a l'aire lliure, sis d'indoor i quatre de femenins), a més d'altres en categories júnior i juvenil. A banda de Tarrés, els altres campions que han triomfat amb Beta són Dougie Lampkin, Marc Colomer, Albert Cabestany i Laia Sanz.
Des del 2010, Beta ha començat a produir el seu propi motor de quatre temps, el qual substitueix els que anteriorment li subministrava la KTM austríaca. El 2016, Beta va guanyar el seu primer títol mundial d'enduro amb la 300RR en la categoria E3, aconseguit per l'anglès Steve Holcombe. Des d'aleshores, la marca ha anat guanyat el mundial d'enduro anualment (de vegades, en més d'una categoria la mateixa temporada) fins al 2020.

## Producció

### Trial
Beta ha fabricat motos de trial des de començaments de la dècada de 1980, quan s'hi començà a interessar i contactà amb els catalans Antonio Trueba i Pere Ollé. L'empresa inicià un projecte de col·laboració amb Trueba que fructificà en la filial catalana, Beta Trueba, conjuntament amb la qual fabrica els seus models de trial. Beta és actualment un dels principals productors d'aquesta mena de motocicletes, en competència amb empreses com ara Gas Gas i Montesa.

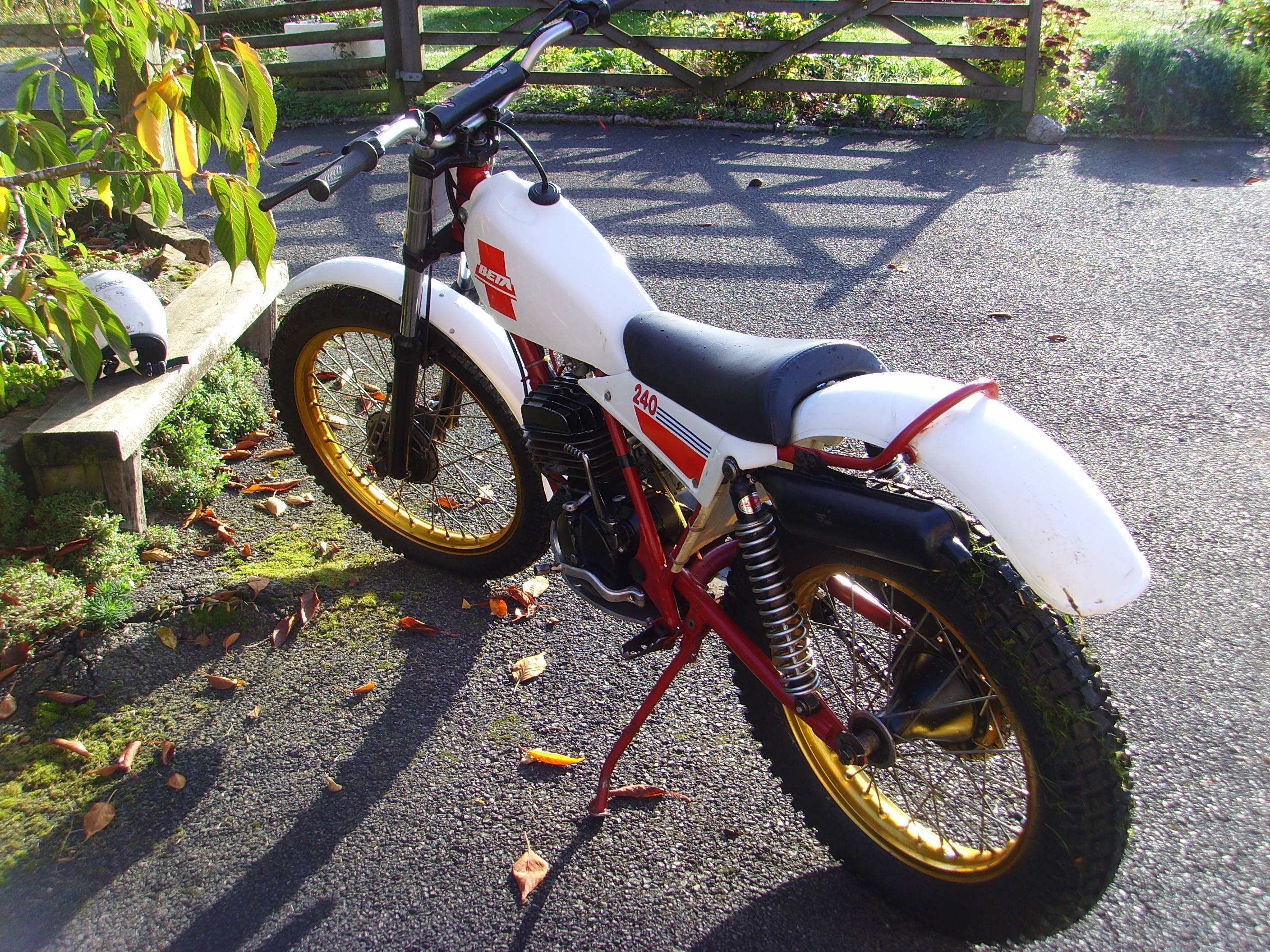
Una Beta TR240 de 1983

En el cas de les motos de trial, Beta munta motors propis i n'ha comercialitzat múltiples models al llarg dels anys:
- TR240 (1983-84), motors de 125 i 200 cc
- TR32 (1984-85), refrigerada per aire, mateix motor que la TR240
- TR33 (1985-86)
- TR34 (1986-89), motors de 125 i 260 cc
- TR35 (1989-91)
- Zero (1989-92), refrigerada per aigua, monoshock
- Synt (1992-94), refrigerada per aigua, monoshock
- SuperTrial (1992-93), refrigerada per aire
- Gara (1993-94)
- Techno (1994-99), 125 cc des de 1995
- Rev-3 (1999-), 2 temps
- Rev-4 (2007-), 4 temps
- Evo (2009-), 2 i 4 temps

### Enduro i motocròs

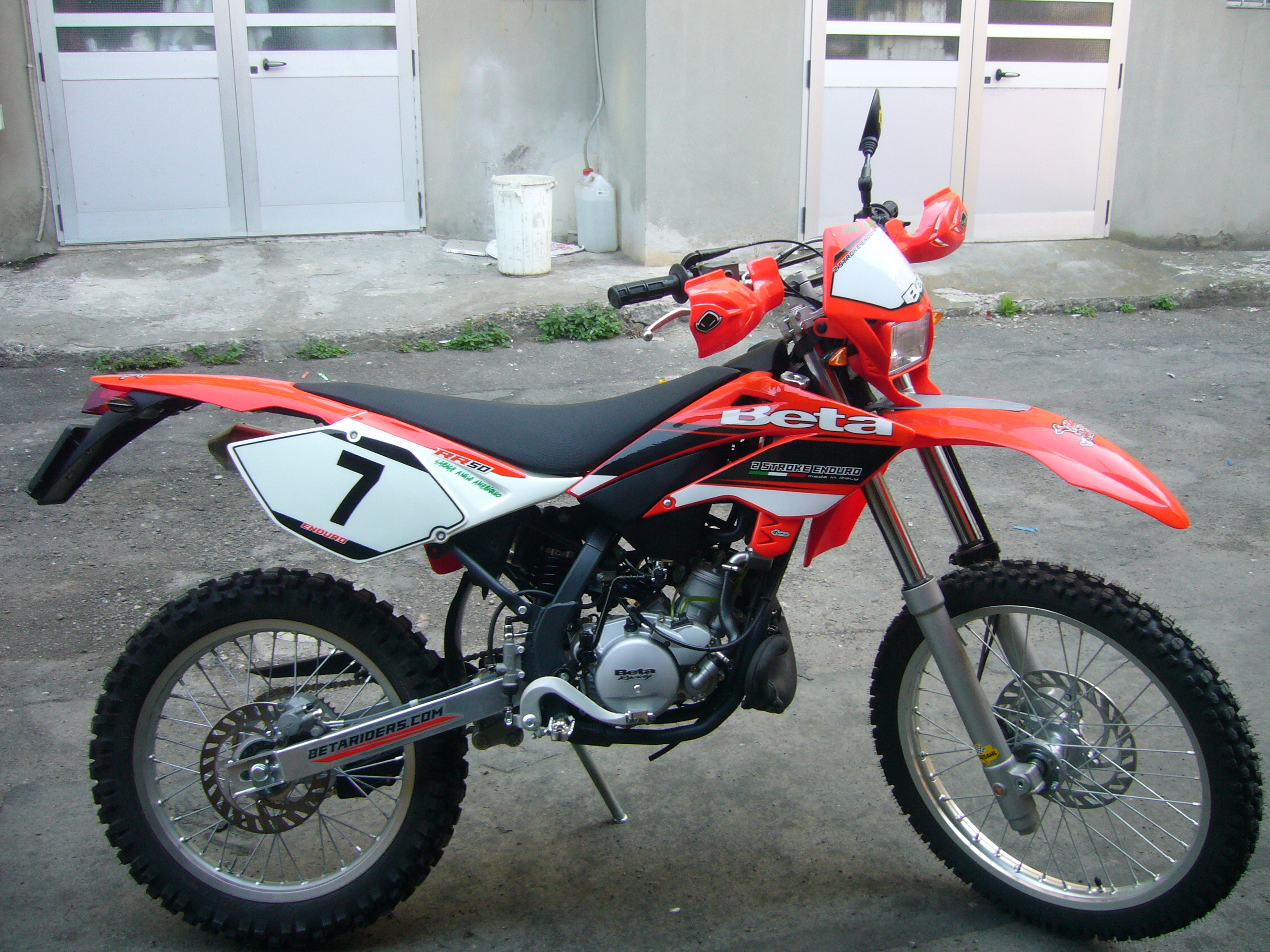
Una Beta 50 RR Enduro del 2008

Beta fabricà motos de motocròs i enduro durant les dècades de 1970 i 1980. Les motos Beta d'enduro han emprat motors KTM des del seu retorn l'any 2004 fins al 2009, any en què estava previst començar a usar motors propis. Actualment, la firma comercialitza el model RR, amb motors de cilindrades diverses entre els 50 i els 525 cc.

### Altres modalitats
- Trail: Alp, de 125 a 350 cc
- Supermotard: 
  - RR 50 Standard, Track i Sport (2009-2016)
  - RK6, de 125 cc amb xassís d'alumini (2000-2004)
  - Motard 4.0 i M4, de 350 cc
- Minimotos: R10, 12 i 107 de motocròs
- Escúters: Ark
- Cruiser: 350 Euro i Jonathan

## Palmarès

### Trial

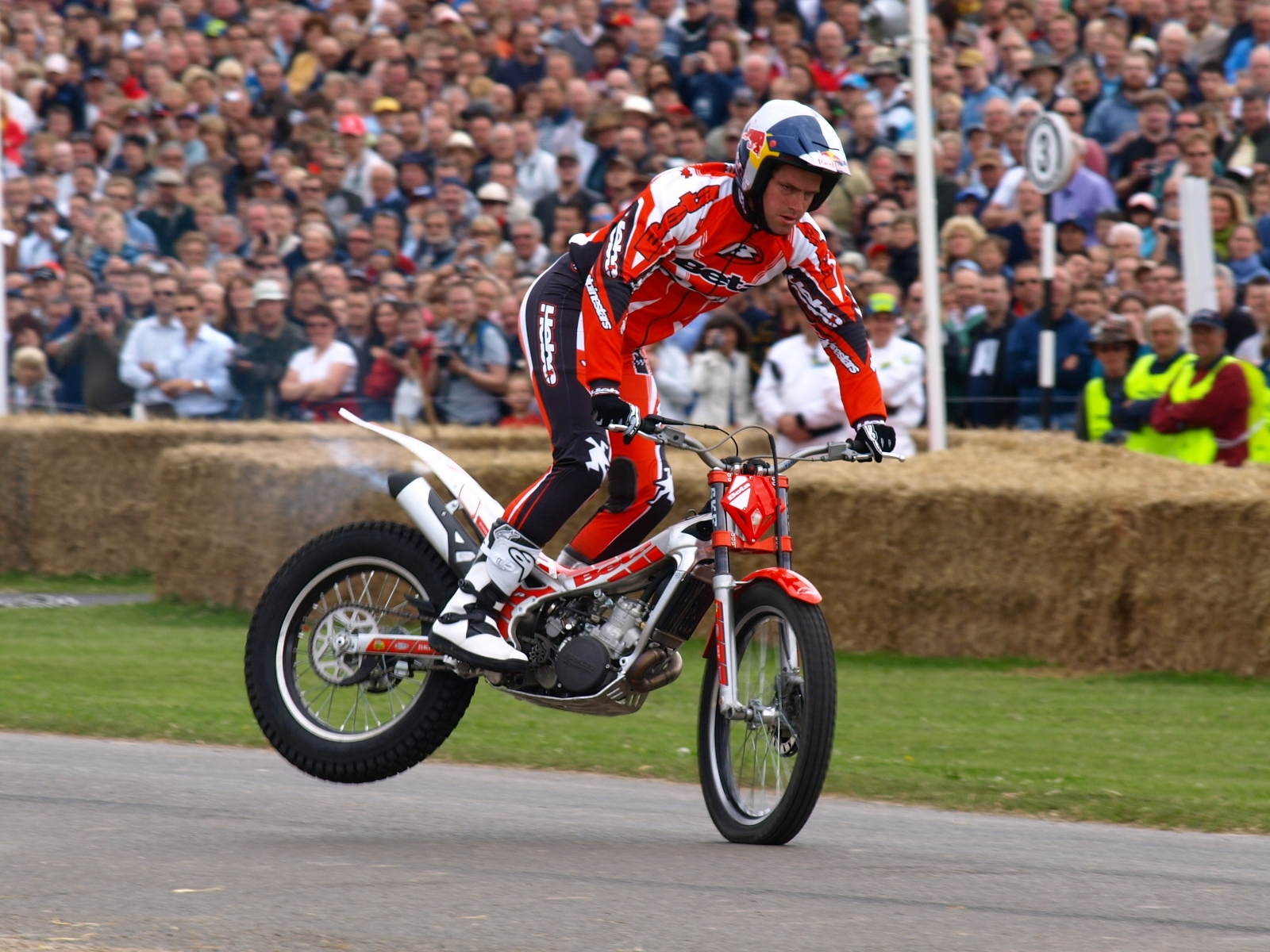
Dougie Lampkin amb una Beta en una exhibició el 2008

Els títols mundials de trial guanyats per Beta als tres principals campionats són aquests:
| Any   | Campió         |
| ----- | -------------- |
| 1987  | Jordi Tarrés   |
| 1989  | Jordi Tarrés   |
| 1990  | Jordi Tarrés   |
| 1991  | Jordi Tarrés   |
| 1997  | Dougie Lampkin |
| 1998  | Dougie Lampkin |
| 1999  | Dougie Lampkin |
| Total | 7              |

| Any   | Campió           |
| ----- | ---------------- |
| 1994  | Marc Colomer     |
| 1995  | Marc Colomer     |
|       |                  |
| 1997  | Dougie Lampkin   |
| 1998  | Dougie Lampkin   |
| 1999  | Dougie Lampkin   |
| 2002  | Albert Cabestany |
| Total | 6                |

| Any   | Campiona  |
| ----- | --------- |
| 2000  | Laia Sanz |
| 2001  | Laia Sanz |
| 2002  | Laia Sanz |
| 2003  | Laia Sanz |
| Total | 4         |

Notes
1. ↑  Fins al 1996 inclòs, el campionat del món de trial indoor tenia categoria de Prix FIM.
2. ↑  El 1995, Marc Colomer va disputar les quatre primeres proves del campionat amb Beta i la resta, amb Montesa.[8]

### Enduro

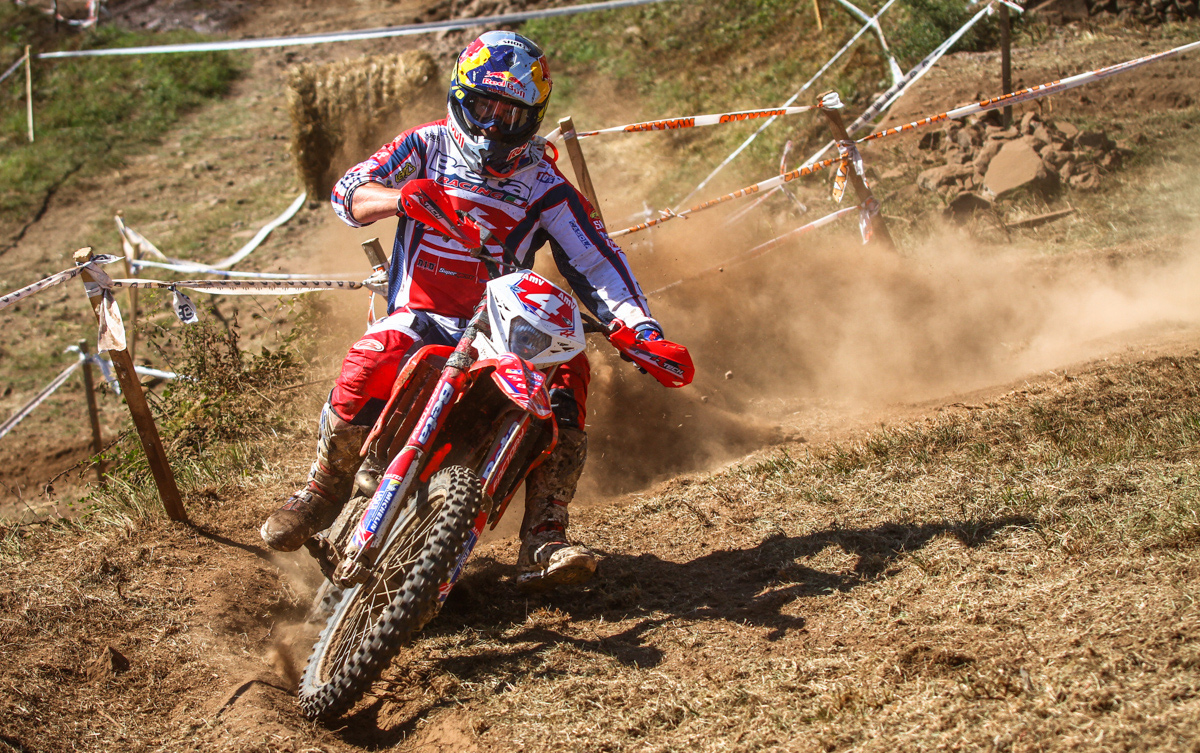
Johnny Aubert amb una Beta al mundial d'enduro E2 del 2014

Els campionats del món d'enduro guanyats per Beta fins al 2020 són els següents:
| Any  | E1              | E2             | E3              |
| ---- | --------------- | -------------- | --------------- |
| 2016 |                 |                | Steve Holcombe  |
| 2017 |                 |                | Steve Holcombe  |
| 2018 | Bradley Freeman |                | Steve Holcombe  |
| 2019 | Bradley Freeman |                | Steve Holcombe  |
| 2020 |                 | Steve Holcombe | Bradley Freeman |